# Chill Wills
Theodore Chill Wills (Seagoville, 18 de julho de 1902 - Encino, 15 de dezembro de 1978) foi um ator de cinema norte-americano e cantor do grupo Avalon Boys Quartet.

## Filmografia parcial
- It's a Gift (1934) como Campfire Singer (sem créditos)
- Bar 20 Rides Again (1935) como Background Singer / Henchman
- Anything Goes (1936) como Member of The Avalon Boys (sem créditos)
- Call of the Prairie (1936) como singing cowhand
- Hideaway Girl (1936) como Lead Singer of Avalon Boys
- Way Out West (1937) como Lead Singer of the Avalon Boys / Stan's Bass Singing (sem créditos)
- Nobody's Baby (1937) como Amateur Hour Lead Quartet Singer
- Block-Heads (1938) como Midget in Elevator (voz, sem créditos)
- Lawless Valley (1938) como Deputy Speedy McGow
- Arizona Legion (1939) como Whopper Hatch
- Trouble in Sundown (1939) como Whopper
- Sorority House (1939) como Mr. Johnson
- Racketeers of the Range (1939) como Whopper Hatch
- Timber Stampede (1939) como Whopper Hatch
- The Day the Bookies Wept (1939) como Man on Bus (sem créditos)
- Allegheny Uprising (1939) como John M'Cammon
- Boom Town (1940) como Deputy Harmony Jones
- Wyoming (1940) como Lafe (sem créditos)
- The Westerner (1940) como Southeast
- Sky Murder (1940) como Sheriff Beckwith
- Tugboat Annie Sails Again (1940) como Shiftless
- Western Union (1941) como Homer Kettle
- The Bad Man (1941) como 'Red' Giddings
- Billy the Kid (1941) como Tom Patterson
- Belle Starr (1941) como Blue Duck
- Honky Tonk (1941) como The Sniper
- The Bugle Sounds (1942) como Sgt. Larry Dillon
- Tarzan's New York Adventure (1942) como Manchester Montford
- Her Cardboard Lover (1942) como Judge
- The Omaha Trail (1942) como Henry Hawkins
- Apache Trail (1942) como 'Pike' Skelton
- Stand by for Action (1942) como Chief Boatswain's Mate Jenks
- A Stranger in Town (1943) como Charles Craig
- Best Foot Forward (1943) como Chester Short
- See Here, Private Hargrove (1944) como Sgt. Cramp
- Rationing (1944) como Bus Driver (cenas deletadas)
- Barbary Coast Gent (1944) como Sheriff Hightower
- Meet Me in St. Louis (1944) como Mr. Neely
- I'll Be Seeing You (1944) como Swanson
- Sunday Dinner for a Soldier (1944) como Mr. York
- What Next, Corporal Hargrove? (1945) como Sgt. Cramp
- Leave Her to Heaven (1945) como Leick Thome
- The Harvey Girls (1946) como H.H. Hartsey
- Gallant Bess (1946) como Chief Petty Officer
- The Yearling (1946) como Buck Forrester
- High Barbaree (1947) como Lars (sem créditos)
- Heartaches (1947) como 'Breezie' Mann
- The Sainted Sisters (1948) como Will Twitchell
- Northwest Stampede (1948) como Mileaway
- The Saxon Charm (1948) como Captain Chatham
- That Wonderful Urge (1948) como Homer Beggs - Justice of the Peace - Monroe Township
- Family Honeymoon (1948) como Fred
- Loaded Pistols (1948) como Sheriff Cramer
- Tulsa (1949) como Pinky Jimpson (Narrator)
- Red Canyon (1949) como Brackton
- Francis (1950) como Francis the Talking Mule (voz, sem créditos)
- The Sundowners (1950) como Sam Beers
- Rock Island Trail (1950) como Hogger McCoy
- Stella (1950) como Chief Clark (sem créditos)
- High Lonesome (1950) como Boatwhistle, Ranch Cook
- Rio Grande (1950) como Dr. Wilkins
- Oh! Susanna (1951) como Sergeant Barhydt
- Francis Goes to the Races (1951) como Francis the Talking Mule (voz, sem créditos)
- Cattle Drive (1951) como Dallas
- The Sea Hornet (1951) como Swede
- Bronco Buster (1952) como Dan Bream
- Francis Goes to West Point (1952) como Francis the Talking Mule (voz, sem créditos)
- Ride the Man Down (1952) como Ike Adams
- Small Town Girl (1953) como 'Happy', Jailer (sem créditos)
- Francis Covers the Big Town (1953) como Francis the Talking Mule (voz, sem créditos)
- City That Never Sleeps (1953) como Sgt. Joe, the 'voz of Chicago'
- The Man from the Alamo (1953) como John Gage
- Tumbleweed (1953) como Sheriff Murchoree
- Francis Joins the WACS (1954) como Gen. Benjamin Kaye / Francis the Talking Mule (voz)
- Ricochet Romance (1954) como Tom Williams
- Hell's Outpost (1954) como Kevin Russel
- Timberjack (1955) como Steve Riika
- Kentucky Rifle (1955) como Tobias Taylor
- Francis in the Navy (1955) como Francis the Talking Mule (voz, sem créditos)
- Santiago (1956) como Captain 'Sidewheel' Jones
- Giant (1956) como Uncle Bawley
- Gun for a Coward (1957) como Loving
- Gun Glory (1957) como Preacher
- From Hell to Texas (1958) como Amos Bradley
- ‘’Alfred Hitchcock Presents’’ (1958) como Mr. Kilmer (segmento “Don’t Interrupt”)
- The Sad Horse (1959) como Capt Connors
- The Alamo (1960) como Beekeeper
- Where the Boys Are (1960) como Police Captain
- Gold of the Seven Saints (1961) como Doc Wilson Gates
- The Little Shepherd of Kingdom Come (1961) como Major Buford
- The Deadly Companions (1961) como Turk, "a half-crazed card shark"[1]
- Gunsmoke (1962) como Abe Blocker
- Young Guns of Texas (1962) como Preacher Sam Shelby
- McLintock! (1963) como Drago
- The Wheeler Dealers (1963) como Jay Ray Spinelby
- The Cardinal (1963) como Monsignor Whittle
- The Rounders (1965) como Jim Ed Love
- Fireball 500 (1966) como Big Jaw Harris
- Big Daddy (1969)
- The Over-the-Hill Gang (1969) como George Asque, retired Texas Ranger
- The Liberation of L.B. Jones (1970) como Mr. Ike
- The Over-the-Hill Gang Rides Again (1970) como George Asque
- Night Gallery (1970) como Heppelwhite (segmento "The Little Black Bag")
- The Steagle (1971)[2] como Tall-Guy McCoy
- Guns of a Stranger (1973) como Tom Duncan
- Pat Garrett & Billy the Kid (1973) como Lemuel
- Mr. Billion (1977) como Col. Clayton T. Winkle
- Poco... Little Dog Lost (1977) como Big Burt